# .coop
Pour les articles homonymes, voir Coop.
.coop est un domaine de premier niveau commandité (sTLD) du système de noms de domaine de l'internet. Lancé en 2001, il est destiné à l'usage des coopératives, de leurs filiales à 100 % et d'autres organisations qui existent pour promouvoir ou soutenir les coopératives.

## Historique
Le 16 novembre 2000, l'ICANN annonce la création de sept nouveaux noms de domaines dont le .coop. Ce sont les premiers noms de domaines génériques créés depuis 1990. Il est lancé le 15 décembre 2001 et est géré par DotCooperation, dont le siège est à Washington, une filiale de la National Cooperative Business Association, qui a déposé la demande d'enregistrement du domaine auprès de l'ICANN.
La proposition a été soutenue par de nombreuses coopératives et groupes commerciaux similaires du monde entier, notamment l'Alliance coopérative internationale (ACI). L'infrastructure technique du TLD coop a été développée par la coopérative de travailleurs Poptel au Royaume-Uni et est devenue opérationnelle le 30 janvier 2002.
L'organisation parrainant le domaine est DotCooperation LLC (également connue sous le nom de dotCoop), qui est une filiale à 100 % de la National Cooperative Business Association (NCBA). DotCooperation est responsable de l'exploitation du TLD, y compris de l'application des conditions d'enregistrement. En 2005, la Midcounties Co-operative a pris en charge l'exploitation du registre des domaines par l'intermédiaire d'une filiale (Midcounties Co-operative Domains). DynDNS a été engagé comme unique fournisseur de DNS pour le registre en 2006.
Un an après son lancement, l'autorité d'attribution n'a signalé que 30 sites web actifs sous le domaine. Le 20 juin 2003, environ 7 500 adresses étaient enregistrées. Elles étaient au nombre de 8 000 en 2014
En raison du manque de succès, les critères d'attribution du .coop ont été considérablement libéralisés au fil des années, la dernière fois en 2008. Depuis lors, les coopératives éligibles ont la possibilité d'enregistrer des domaines supplémentaires pour créer des catégories. Les rabais lors de la commande de plusieurs domaines sont également inhabituelles et expressément prévues par le registre .coop. Depuis décembre 2008, des adresses très courtes sont également attribuées, composées d'un ou deux caractères seulement,.
En avril 2021, le processus d'enregistrement des noms de domaine .coop est simplifié, les noms sont utilisables immédiatement après l'enregistrement et ne sont plus soumis à une vérification d’éligibilité préalable.

## Utilisation
Les détenteurs de domaines coopératifs actifs sont automatiquement inclus dans un annuaire coopératif en ligne et les inscrits reçoivent une lettre d'information périodique. Les enregistrements sont traités par des bureaux d'enregistrement de noms de domaine accrédités par l'ICANN ou par leurs revendeurs.
Les domaines coop sont utilisés dans le monde entier. Cependant, de nombreuses coopératives, en tant qu'entreprises de la communauté mondiale, conservent également des noms de domaine dans d'autres domaines génériques ou de premier niveau de code de pays pour s'identifier à la fois en tant que coopérative et en tant qu'entreprise.